# Greta Hammarsten
Greta Hammarsten, ogift Norrbin, född 22 mars 1896 i Maria Magdalena församling i Stockholm, död 17 juli 1964 i Kungsholms församling i Stockholm, var en svensk läkare. 
Hammarsten studerade mikrokemi i Graz 1924 och kemi vid Carlsberg Laboratorium i Köpenhamn 1927–1928 och 1930–1931. Hon inskrevs vid Lunds universitet 1930, blev medicine licentiat och medicine doktor 1940, var docent i medicinsk och fysiologisk kemi vid Lunds universitet 1940–1941, i klinisk kemi vid Karolinska institutet från 1946, amanuens och assistent vid Lunds universitets medicinsk-kemiska institution 1930–1938, vikarierande och tillförordnad klinisk laborator vid medicinska kliniken vid Lunds universitet 1938–1939, tillfördnad underläkare vid Hässleby sanatorium 1940, extra klinisk laborator vid Karolinska institutet (Serafimerlasarettet) 1940–1944 och överläkare vid kliniska centrallaboratoriet vid Södersjukhuset från 1945. 
Hammarsten författade Calciumoxalat als Steinbildner in den Harnwegen (doktorsavhandling 1937) och ett 80-tal arbeten inom fysikalisk och fysiologisk kemi samt näringsfysiologi. Hon var huvudredaktör för verket "Kliniska laborationsmetoder".
Greta Hammarsten är begravd på Norra begravningsplatsen utanför Stockholm. Hon var 1918–28 gift med Einar Hammarsten.